# Loma Linda East
Loma Linda East és una concentració de població designada pel cens dels Estats Units a l'estat de Texas. Segons el cens del 2000 tenia 214 habitants.

## Demografia
Segons el cens del 2000, Loma Linda East tenia 214 habitants, 58 habitatges, i 53 famílies. La densitat de població era de 15,9 habitants/km².
Dels 58 habitatges en un 60,3% hi vivien nens de menys de 18 anys, en un 81% hi vivien parelles casades, en un 5,2% dones solteres, i en un 8,6% no eren unitats familiars. En el 6,9% dels habitatges hi vivien persones soles l'1,7% de les quals corresponia a persones de 65 anys o més que vivien soles. El nombre mitjà de persones vivint en cada habitatge era de 3,69 i el nombre mitjà de persones que vivien en cada família era de 3,89.
Per edats la població es repartia de la següent manera: un 40,7% tenia menys de 18 anys, un 7,5% entre 18 i 24, un 32,7% entre 25 i 44, un 15,4% de 45 a 60 i un 3,7% 65 anys o més.
L'edat mediana era de 28 anys. Per cada 100 dones de 18 o més anys hi havia 101,6 homes.
La renda mediana per habitatge era de 30.278 $ i la renda mediana per família de 30.278 $. Els homes tenien una renda mediana de 21.250 $ mentre que les dones 0 $. La renda per capita de la població era de 6.614 $. Aproximadament el 46,4% de les famílies i el 69,2% de la població estaven per davall del llindar de pobresa.

## Poblacions més properes
El següent diagrama mostra les poblacions més properes.